# Sikátor, Győr-Moson-Sopron
Sikátor  este un sat în districtul Pannonhalm, județul Győr-Moson-Sopron, Ungaria, având o populație de 328 de locuitori (2011). 

## Demografie
Componența etnică a satului Sikátor
     Maghiari (89,16%)
     Romi (8,13%)
     Germani (2,71%)
Componența confesională a satului Sikátor
     Romano-catolici (42,99%)
     Luterani (35,98%)
     Fără religie (4,27%)
     Reformați (2,74%)
     Necunoscută (14,02%)
Conform recensământului din 2011, satul Sikátor avea 328 de locuitori. Din punct de vedere etnic, majoritatea locuitorilor (89,16%) erau maghiari, existând și minorități de romi (8,13%) și germani (2,71%). Nu există o religie majoritară, locuitorii fiind romano-catolici (42,99%), luterani (35,98%), persoane fără religie (4,27%) și reformați (2,74%). Pentru 14,02% din locuitori nu este cunoscută apartenența confesională.